# Kecamatan Ciputat
Kecamatan Ciputat är ett distrikt i Indonesien.   Det ligger i provinsen Banten, i den västra delen av landet, 15 km sydväst om huvudstaden Jakarta. Antalet invånare är 192 205.